# 伯爾諾瓦鄉

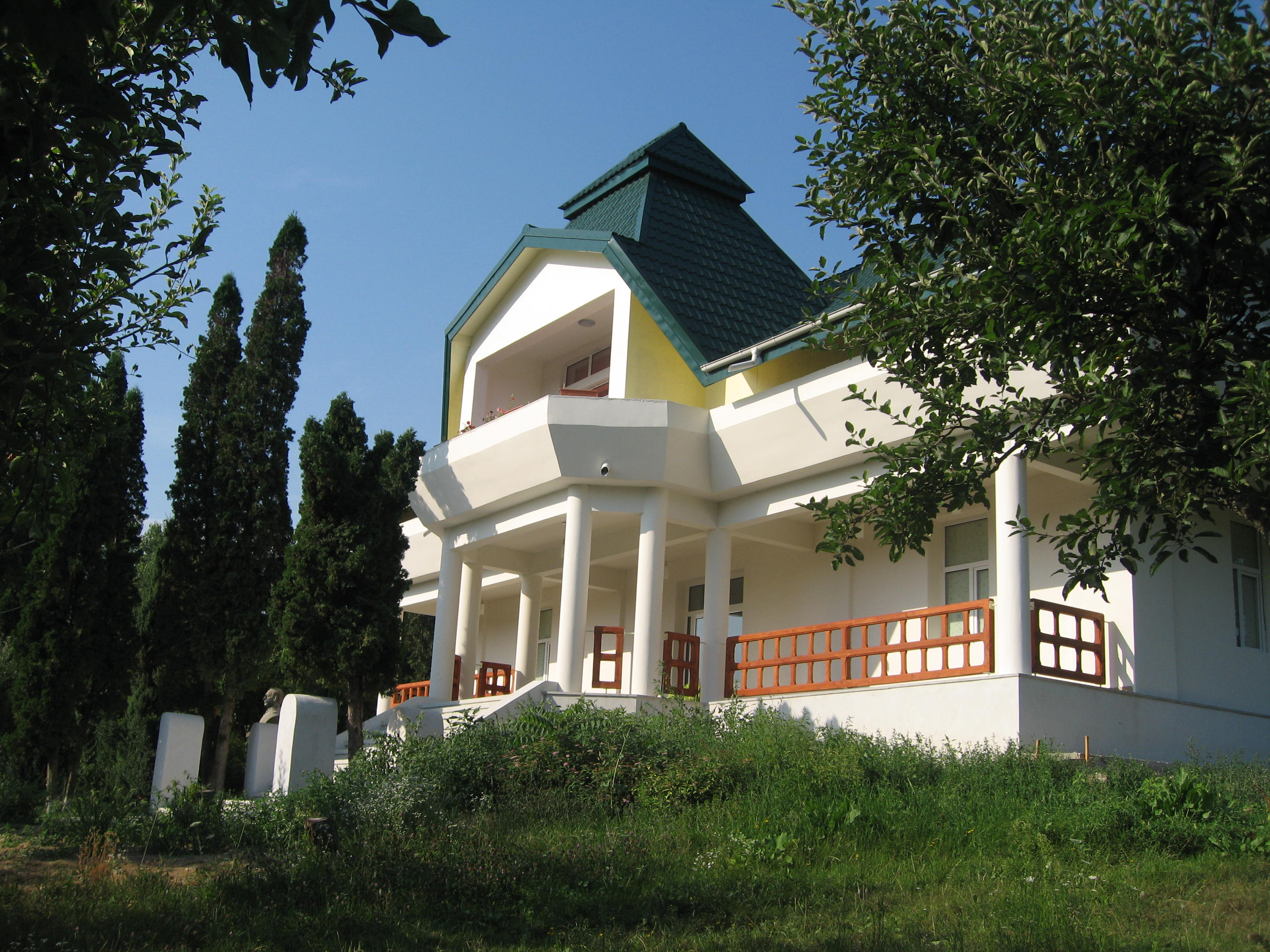

47°09′N 27°35′E / 47.150°N 27.583°E
伯爾諾瓦鄉（羅馬尼亞語：Comuna Bârnova, Iași），是羅馬尼亞的鄉份，位於該國東北部，由雅西縣負責管轄，面積42平方公里，海拔高度130米，2007年人口4,405，人口密度每平方公里104人。